# Oscar Mathisen

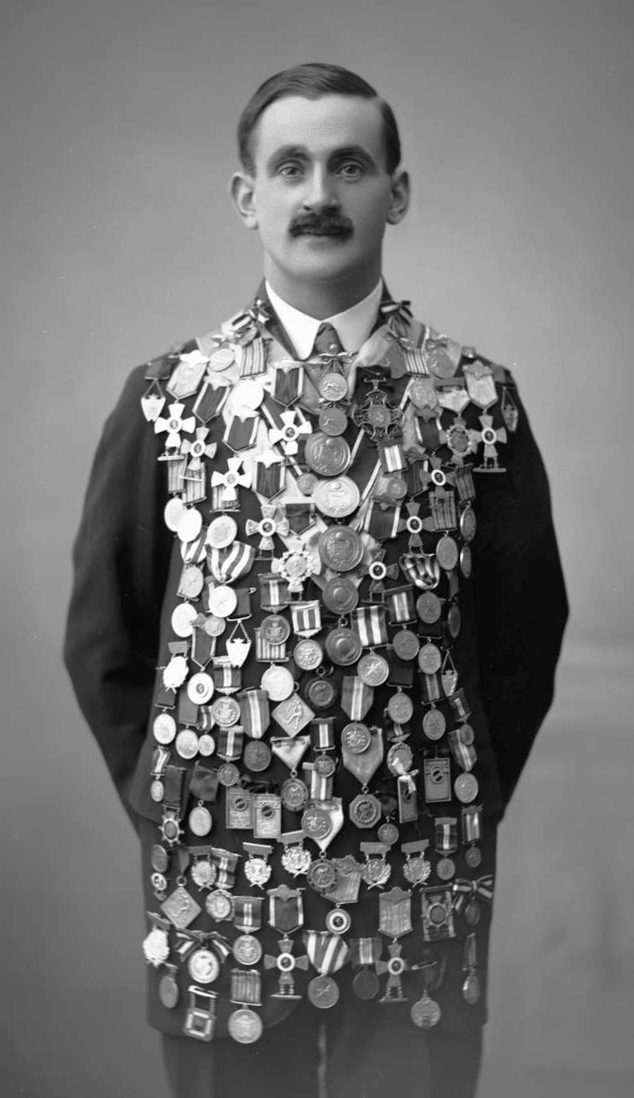
Oscar Mathisen in 1914

Oscar Wilhelm Mathisen (Kristiania (Oslo), 4 oktober 1888 - 10 april 1954) was een Noors schaatser.
Mathisen kan beschouwd worden als een van de grootste schaatsers aller tijden. Naast vijfvoudig Wereldkampioen Allround en drievoudig Europees kampioen, heeft Oscar Mathisen 14 maal een wereldrecord op de klokken gebracht. Zijn leven eindigde doordat hij zijn vrouw vermoordde en daarna zichzelf, nadat zijn vrouw al gedurende enkele jaren aan hevige depressies leed.
Buiten het Gamle Frogner Stadion in Oslo, de schaatsbaan waar hij vele triomfen behaalde, werd in 1959 een beeld van Oscar Mathisen geplaatst. Sinds 1959 wordt elk jaar de Oscar Mathisen-trofee uitgereikt aan de schaatser die een uitstekende prestatie geleverd heeft tijdens het seizoen.

## Records

### Persoonlijke records
| Afstand      | Tijd    | Datum           | Baan    |
| ------------ | ------- | --------------- | ------- |
| 500 meter    | 43,0    | 14 januari 1929 | Davos   |
| 1000 meter   | 1.31,1  | 10 januari 1929 | Davos   |
| 1500 meter   | 2.17,4  | 18 januari 1914 | Davos   |
| 3000 meter   | 5.25,0  | 5 maart 1924    | Stabekk |
| 5000 meter   | 8.36,3  | 23 januari 1916 | Oslo    |
| 10.000 meter | 17.22,6 | 1 februari 1913 | Oslo    |

### Wereldrecords
| Nr.  | Afstand                  | Tijd    | Datum            | Baan       |
| ---- | ------------------------ | ------- | ---------------- | ---------- |
| jr1. | 10.000 meter (junioren)* | 18.01,8 | 9 februari 1908  | Davos      |
| 1.   | 1500 meter               | 2.20,8  | 8 februari 1908  | Davos      |
| 2.   | 1000 meter               | 1.31,8  | 30 januari 1909  | Davos      |
| 3.   | 1500 meter               | 2.20,6  | 3 januari 1910   | Davos      |
| 4.   | 500 meter                | 44,2    | 17 februari 1912 | Kristiania |
| 5.   | 10.000 meter             | 17.46,3 | 18 februari 1912 | Kristiania |
| 6.   | 10.000 meter             | 17.36,4 | 25 januari 1913  | Trondheim  |
| 7.   | 10.000 meter             | 17,22.6 | 1 februari 1913  | Kristiania |
| 8.   | 500 meter                | 44,0    | 16 maart 1913    | Hamar      |
| 9.   | 500 meter                | 43,7    | 10 januari 1914  | Kristiania |
| 10.  | 1500 meter               | 2.19,4  | 11 januari 1914  | Kristiania |
| 11.  | 5000 meter               | 8.36,6  | 17 januari 1914  | Davos      |
| 12.  | 500 meter                | 43,4    | 17 januari 1914  | Davos      |
| 13.  | 1500 meter               | 2.17,4  | 18 januari 1914  | Davos      |
| 14.  | 5000 meter               | 8.36,3  | 23 januari 1916  | Kristiania |

* = officieus wereldrecord
In januari 1929 reed Oscar Mathisen (inmiddels 40 jaar) twee wereldrecords: 43,0 (oud was 43,1) en 1.31,1 (oud was 1.31,8) in Davos, maar omdat iemand anders zijn treinkaartje van Oslo naar Davos had betaald, werden de wr’s niet geaccepteerd door de ISU.

#### Wereldrecords laaglandbaan (officieus)
| Nr. | Afstand      | Tijd    | Datum            | Baan       |
| --- | ------------ | ------- | ---------------- | ---------- |
| 1.  | 500 meter    | 46,0    | 10 januari 1909  | Kristiania |
| 2.  | 500 meter    | 45,6    | 23 januari 1909  | Boedapest  |
| 3.  | 500 meter    | 45,3    | 15 januari 1911  | Kristiania |
| 4.  | 500 meter    | 45,0    | 7 januari 1912   | Hamar      |
| 5.  | 500 meter    | 44,9    | 13 januari 1912  | Kristiania |
| 6.  | 500 meter    | 44,8    | 10 februari 1912 | Stockholm  |
| 7.  | 1500 meter   | 2.20,6  | 10 februari 1912 | Stockholm  |
| 8.  | 500 meter    | 44,2    | 17 februari 1912 | Kristiania |
| 9.  | 10.000 meter | 17.46,3 | 18 februari 1912 | Kristiania |
| 10. | 10.000 meter | 17.36,4 | 25 januari 1913  | Trondheim  |
| 11. | 10.000 meter | 17.22,6 | 1 februari 1913  | Kristiania |
| 12. | 500 meter    | 44,0    | 16 maart 1913    | Hamar      |
| 13. | 1500 meter   | 2.19,4  | 11 januari 1914  | Kristiania |
| 14. | 1500 meter   | 2.19,2  | 8 maart 1914     | Trondheim  |
| 15. | 500 meter    | 43,7    | 10 januari 1914  | Kristiania |
| 16. | 500 meter    | 43,3    | 7 februari 1920  | Kristiania |
| 17. | 3000 meter   | 5.25,0  | 5 maart 1924     | Stabekk    |

### Adelskalender
Van 9 februari 1909 tot 11 januari 1930 was Oscar Mathisen aanvoerder van de Adelskalender. Daarmee heeft hij 7649 dagen aan de top van de lijst gestaan.
Hieronder staan de persoonlijke records (PR's) waarmee Oscar Mathisen aan de top van de Adelskalender kwam en de PR's die hij had staan toen hij van de eerste plek verdreven werd. Tevens zijn de gegevens weergegeven van de schaatsers die voor en na hem aan de top van de lijst stonden.
Mathisens 7.649 dagen (bijna 21 jaar) aan de top van de Adelskalender is een absoluut record. De eerstvolgende op deze ranglijst van aanvoerders (Ivar Ballangrud) komt tot 3.675 dagen.
| Datum      | 500 m | 1500 m | 5000 m | 10.000 m | Punten  | Voorganger / Opvolger |
| ---------- | ----- | ------ | ------ | -------- | ------- | --------------------- |
| 10-02-1900 | 45,2  | 2.22,6 | 8.51,8 | 17.50,6  | 199,443 | Peder Østlund         |
| 01-02-1909 | 45,6  | 2.20,8 | 8.40,2 | 18.01,8  | 198,643 |                       |
| 14-01-1929 | 43,0  | 2.17,4 | 8.36,3 | 17.22,6  | 192,560 |                       |
| 11-01-1930 | 43,8  | 2.19,1 | 8.21,6 | 17.22,6  | 192,456 | Ivar Ballangrud       |

## Resultaten
| Jaar | EK Allround | WK Allround |
| ---- | ----------- | ----------- |
| 1907 | -           | (4)         |
| 1908 | Zilver      | Goud        |
| 1909 | Goud        | Goud        |
| 1910 | Brons       | Zilver      |
| 1911 | -           | -           |
| 1912 | Goud        | Goud        |
| 1913 | Zilver      | Goud        |
| 1914 | Goud        | Goud        |

- = geen deelname

### Medaillespiegel
| Kampioenschap | Goud | Zilver | Brons |
| ------------- | ---- | ------ | ----- |
| EK Allround   | 3    | 2      | 1     |
| WK Allround   | 5    | 1      | 0     |

Rudolf Ericson · Peder Østlund · Jaap Eden · Oscar Mathisen · Ivar Ballangrud · Michael Staksrud · Åke Seyffarth · Nikolaj Mamonov · Hjalmar Andersen · Boris Sjilkov · Dmitri Sakoenenko · Juhani Järvinen · Knut Johannesen · Jonny Nilsson · Per Ivar Moe · Eduard Matoesevitsj · Ard Schenk · Kees Verkerk · Magne Thomassen · Hans van Helden · Vladimir Lobanov · Jan Egil Storholt · Sergej Martsjoek · Vladimir Belov · Eric Heiden · Viktor Sjasjerin · Andrej Bobrov · Nikolaj Goeljajev · Michael Hadschieff · Eric Flaim · Johann Olav Koss · Falko Zandstra · Rintje Ritsma · Gianni Romme · Jochem Uytdehaage · Chad Hedrick · Sven Kramer · Shani Davis · Patrick Roest
Onofficiële Europese kampioenschappen

1891: Onbeslist ·
1892: Onbeslist · 
1946: Göthe Hedlund 

Officiële Europese kampioenschappen

1893: Rudolf Ericson · 
1894: Onbeslist ·
1895: Alfred Næss · 
1896: Julius Seyler · 
1897: Julius Seyler · 
1898: Gustaf Estlander · 
1899: Peder Østlund · 
1900: Peder Østlund · 
1901: Rudolf Gundersen · 
1902: Johan Schwartz · 
1903: Onbeslist ·
1904: Rudolf Gundersen · 
1905: Johan Vikander · 
1906: Rudolf Gundersen · 
1907: Moje Öholm · 
1908: Moje Öholm · 
1909: Oscar Mathisen · 
1910: Nikolaj Stroennikov · 
1911: Nikolaj Stroennikov · 
1912: Oscar Mathisen · 
1913: Vasilij Ippolitov · 
1914: Oscar Mathisen · 
1922: Clas Thunberg · 
1923: Harald Strøm · 
1924: Roald Larsen · 
1925: Otto Polacsek · 
1926: Julius Skutnabb · 
1927: Bernt Evensen · 
1928: Clas Thunberg · 
1929: Ivar Ballangrud · 
1930: Ivar Ballangrud · 
1931: Clas Thunberg · 
1932: Clas Thunberg · 
1933: Ivar Ballangrud · 
1934: Michael Staksrud · 
1935: Karl Wazulek · 
1936: Ivar Ballangrud · 
1937: Michael Staksrud · 
1938: Charles Mathiesen · 
1939: Alfons Bērziņš · 
1947: Åke Seyffarth · 
1948: Reidar Liaklev · 
1949: Sverre Farstad · 
1950: Hjalmar Andersen · 
1951: Hjalmar Andersen · 
1952: Hjalmar Andersen · 
1953: Kees Broekman · 
1954: Boris Sjilkov · 
1955: Sigge Ericsson · 
1956: Jevgeni Grisjin · 
1957: Oleg Gontsjarenko · 
1958: Oleg Gontsjarenko · 
1959: Knut Johannesen · 
1960: Knut Johannesen · 
1961: Viktor Kositsjkin · 
1962: Robert Merkoelov · 
1963: Nils Egil Aaness · 
1964: Ants Antson · 
1965: Eduard Matoesevitsj · 
1966: Ard Schenk · 
1967: Kees Verkerk · 
1968: Fred Anton Maier · 
1969: Dag Fornæss · 
1970: Ard Schenk · 
1971: Dag Fornæss · 
1972: Ard Schenk · 
1973: Göran Claeson · 
1974: Göran Claeson · 
1975: Sten Stensen · 
1976: Kay Arne Stenshjemmet · 
1977: Jan Egil Storholt · 
1978: Sergej Martsjoek · 
1979: Jan Egil Storholt · 
1980: Kay Arne Stenshjemmet · 
1981: Amund Sjøbrend · 
1982: Tomas Gustafson · 
1983: Hilbert van der Duim · 
1984: Hilbert van der Duim · 
1985: Hein Vergeer · 
1986: Hein Vergeer · 
1987: Nikolaj Goeljajev · 
1988: Tomas Gustafson · 
1989: Leo Visser · 
1990: Bart Veldkamp · 
1991: Johann Olav Koss · 
1992: Falko Zandstra · 
1993: Falko Zandstra · 
1994: Rintje Ritsma · 
1995: Rintje Ritsma · 
1996: Rintje Ritsma · 
1997: Ids Postma · 
1998: Rintje Ritsma · 
1999: Rintje Ritsma · 
2000: Rintje Ritsma · 
2001: Dmitri Sjepel · 
2002: Jochem Uytdehaage · 
2003: Gianni Romme · 
2004: Mark Tuitert · 
2005: Jochem Uytdehaage · 
2006: Enrico Fabris · 
2007: Sven Kramer · 
2008: Sven Kramer · 
2009: Sven Kramer · 
2010: Sven Kramer · 
2011: Ivan Skobrev · 
2012: Sven Kramer · 
2013: Sven Kramer · 
2014: Jan Blokhuijsen · 
2015: Sven Kramer · 
2016: Sven Kramer · 
2017: Sven Kramer · 
2019: Sven Kramer · 
2021: Patrick Roest · 
2023: Patrick Roest · 
2025: Sander Eitrem
- Bibsys: 90106243
- International Standard Name Identifier: 0000 0000 2152 4007
- Library of Congress Control Number: n78032427
- Nederlandse Thesaurus van Auteursnamen: 291006035
- Virtual International Authority File: 55401589
- WorldCat: E39PBJj8KhDRvvBxTP7PmKVHmd